# Biblioteca de Nokomis
Biblioteca de Nokomis, anteriormente Biblioteca Comiunitaria de Nokomis, es una biblioteca sucursal que sirve al área de Nokomis East de Mineápolis, la ciudad más poblada del estado de Minnesota (Estados Unidos). Nokomis, una de las 41 bibliotecas del sistema de bibliotecas del condado de Hennepin, fue diseñada por Buetow and Associates, Inc. y abrió en 1968 como reemplazo de la cercana biblioteca comunitaria de Longfellow. Tras ser considerada abarrotada y desactualizada en 1999, se sometió a una renovación a partir de 2009 que la vio ganar una serie de características ecológicas y una expansión de 399 m². Reabrió sus puertas en 2011 e incluye un Wind and Water Chime restaurado, una escultura colgante (stabile) que hacía parte parte de la biblioteca original y que fue renovada y reinstalada en julio de 2013. La biblioteca contiene más de 35 computadoras, una sala de reuniones pública y una colección de materiales en español.

## Historia

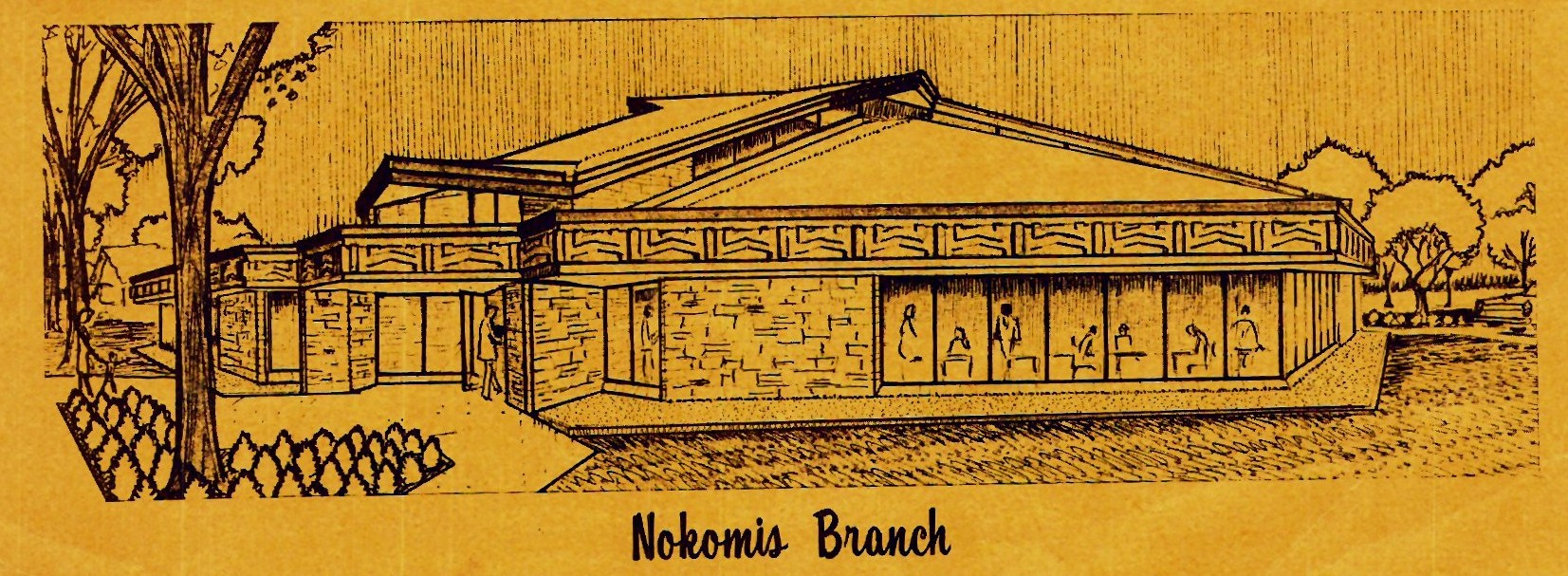
El exterior frontal de Nokomis, de un folleto informativo de 1968

Nokomis fue la sucursal más nueva agregada al sistema de bibliotecas públicas de Minneapolis en 1967; la anterior fue la Biblioteca Comunitaria de Linden Hills, que se completó en 1931. Fue construida para reemplazar la antigua Biblioteca Comunitaria de Longfellow que había servido al área de Nokomis East durante muchos años. En 1967, la ciudad de Minneapolis hizo que Buetow and Associates, Inc. diseñara el nuevo edificio de la biblioteca, que se inspiró en un tipi del poema The Song of Hiawatha de Henry Wadsworth Longfellow. Además, la biblioteca recibió el nombre de Nokomis en dicho poema, lo que convierte a la sucursal en la única biblioteca del sistema que lleva el nombre de un personaje ficticio. La biblioteca contaba con un loft de lectura, una sala de reuniones en el sótano y 1247 m². La construcción comenzó en 1967 y concluyó al año siguiente con un costo total de 530 000 dólares . El proyecto utilizó piedra caliza producida por Mankato Kasota Stone, una empresa de piedra local que extrae canteras en el valle del río Minnesota que había sido responsable de proporcionar piedra para el puente Stone Arch de Minneapolis. La biblioteca abrió en septiembre de 1968 e inmediatamente duplicó la circulación de la antigua sucursal de Longfellow.
Un presupuesto reducido llevó a Nokomis a perder sus horas de funcionamiento los sábados en 2004. La Asociación de Vecindarios de Nokomis East, Thrivent Financial for Lutherans y miembros de la comunidad posteriormente destinaron fondos para mantener la biblioteca abierta los sábados hasta mediados de 2005, cuando se reasignó dinero en el presupuesto para la operación continua de los sábados. Más problemas presupuestarios continuaron asolando las Bibliotecas Públicas de Minneapolis a principios de 2007, momento en el cual el sistema había tenido que cerrar temporalmente tres sucursales diferentes, en parte debido a la pérdida de la ayuda del gobierno local. Una fusión con las Bibliotecas del Condado de Hennepin fue aprobada por las juntas de ambos sistemas junto con el Ayuntamiento de Minneapolis y Nokomis reabrió a las 10 a. m. el 2 de enero de 2008, como una Biblioteca del Condado de Hennepin. Seguía siendo el único edificio en el sistema de 41 bibliotecas recientemente ampliado que recibió el nombre de un personaje ficticio.

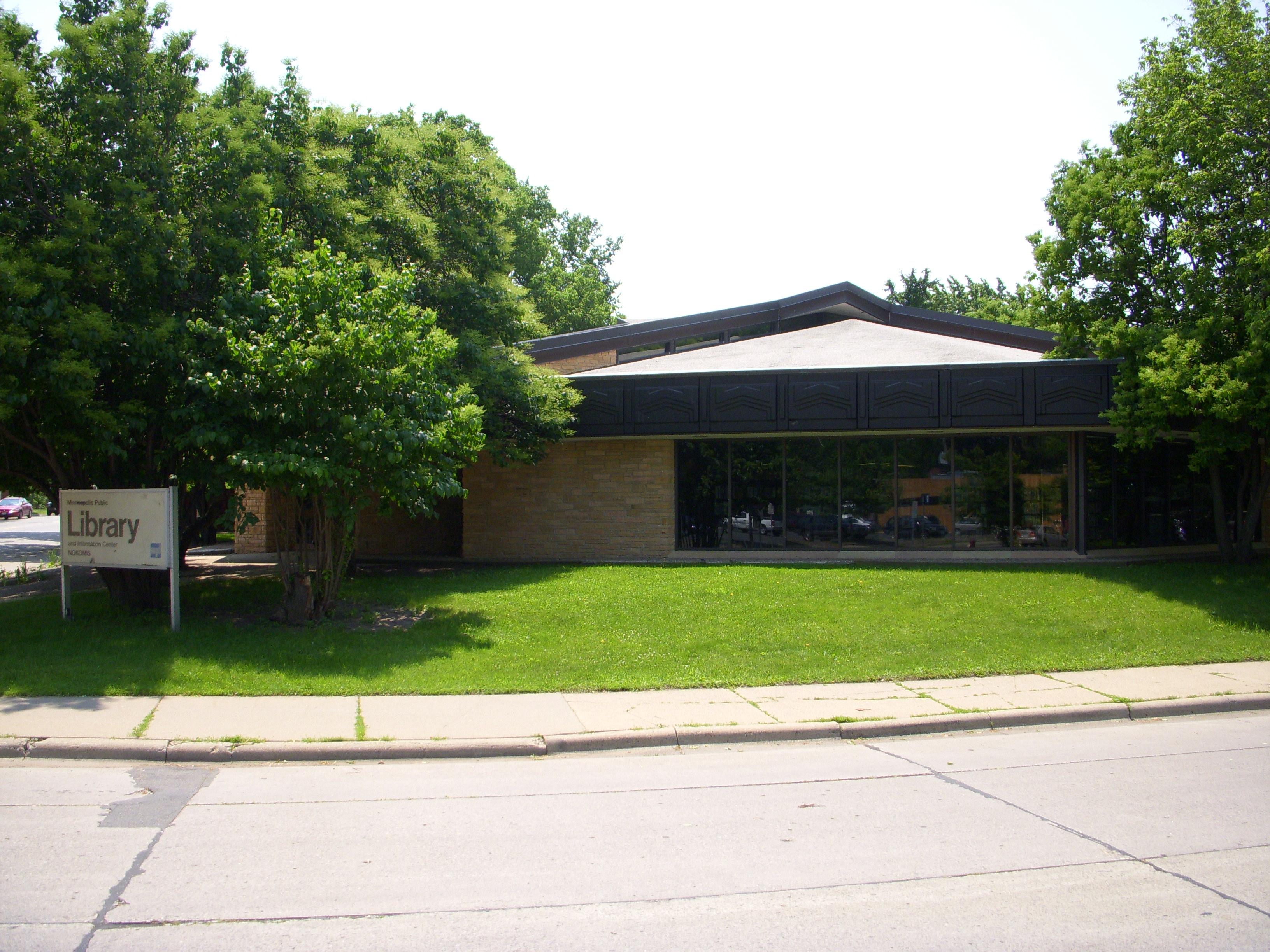
La biblioteca antes de la renovación en 2008

En 1999, la Junta de Bibliotecas de Minneapolis publicó un informe titulado Outlook Twenty Ten que identifica las necesidades cambiantes de cada una de las bibliotecas del sistema. Al considerar a Nokomis abarrotado y desactualizado, el informe proponía tres opciones. La opción A propuso combinar Nokomis con la cercana biblioteca comunitaria Roosevelt en un 2323 m² espacio y cierre tanto de Nokomis como de Roosevelt. Esto habría permitido que la biblioteca funcionara desde un edificio de última generación en un lugar indeciso. opción B recomendó trasladar Nokomis a un sitio diferente sin trasladar a Roosevelt. La nueva biblioteca habría sido de 1672 m². opción C incluía mejoras de capital a Nokomis, como el reemplazo de alfombras, letreros y el techo. Una actualización de 2003 del informe identificó una fecha de inicio del proyecto de 2007, con un cierre total en 2008 y una reapertura en 2009.

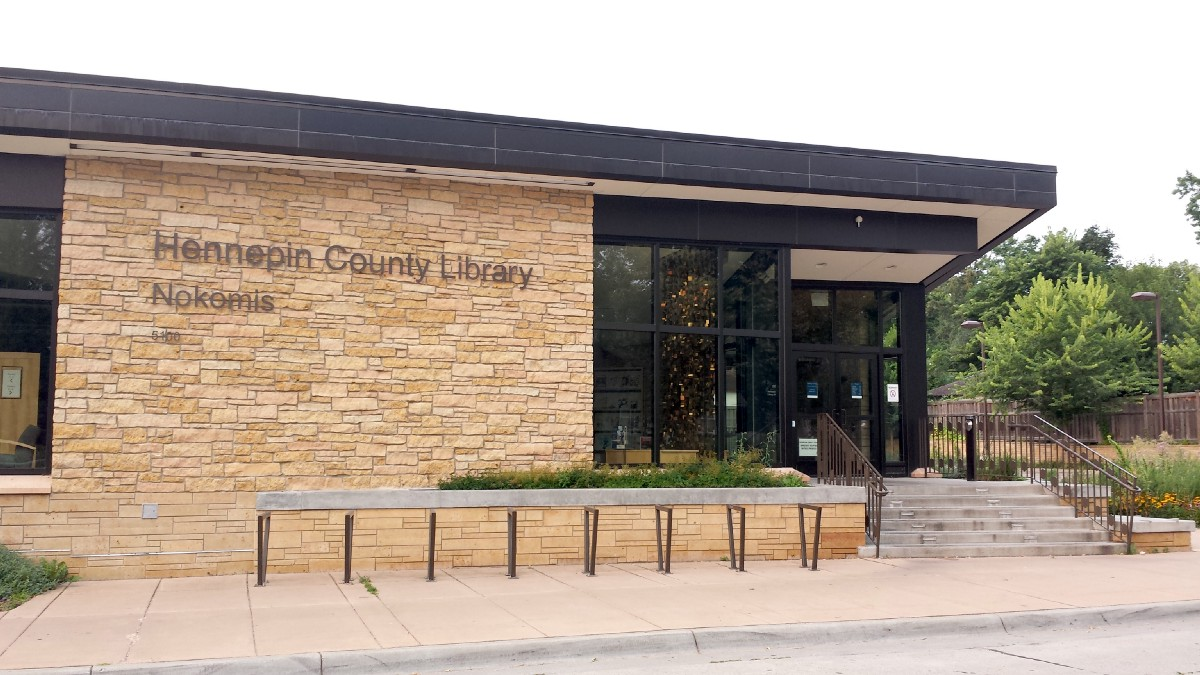
La biblioteca después de la renovación en 2018

En 2007, el Ayuntamiento de Minneapolis asignó una parte de su presupuesto para 2008 de 1350 millones de dólares para mejoras en Nokomis y Northeast Community Library. 5,2 millones de dólares del proyecto de 7 millones provinieron de la ciudad; el condado de Hennepin aportó 1,8 millones para adiciones ambientales a la biblioteca y otras características. El nuevo edificio fue diseñado por KKE Architects con aportes significativos de un comité asesor ciudadano. Ebert, Inc. fue contratado como contratista general. El último día de funcionamiento del antiguo edificio fue el 12 de septiembre de 2009, momento en el que se informó en el Longfellow / Nokomis Messenger que se esperaba que la biblioteca renovada reabriera en algún momento del otoño del próximo año. Durante la construcción, se animó a los usuarios a hacer uso de las bibliotecas cercanas, como East Lake, Roosevelt, Washburn y Southdale.
La renovación incluyó la ampliación del tamaño de la biblioteca alrededor de 399 m² a un tamaño total de 1611 m². Se instaló un nuevo sistema de iluminación que se ajusta automáticamente en función de los niveles de luz dentro del edificio, junto con un aparato de calefacción geotérmica. Otras características interiores ecológicas incluyen alfombras construidas con fibras recicladas y grifos de bajo flujo. Se utilizó un sistema de gestión de aguas pluviales y plantación nativa en el exterior del edificio. Una vez más, la biblioteca incorporó materiales de Mankato Kasota Stone, lo que hace que la diferencia entre las superficies exteriores antiguas y nuevas sea prácticamente indistinguible. La sección para adolescentes se amplió significativamente y se construyó una nueva sala de reuniones en la planta baja. La sección para niños también se sometió a mejoras, obteniendo nuevos elementos de diseño inspirados en la naturaleza, que incluyen luminarias para pájaros. Las colecciones también se actualizaron y ampliaron, incluida la compra de nuevos libros, DVD y CD. La biblioteca finalmente reabrió el 30 de abril de 2011, después de estar cerrada durante 19 meses de renovación.

## Wind and Water Chime
Nokomis antes de la renovación presentaba la escultura colgante Wind and Water Chime que pendía sobre una fuente. Clasificado como un stabile, una obra de arte similar a un móvil sólo no es la intención de movimiento, viento y agua Chime constaba de 4000 componentes individuales, incluidas las pequeñas de latón y de fósforo de bronce rectángulos ensartadas en 549 m de líneas de filamentos. La pieza fue diseñada y construida por Don Celender, un artista conceptual que enseñó en Macalester College en Saint Paul, Minnesota. La instalación estaba destinada a evocar las cercanas Cataratas de Minnehaha, a las que, como Nokomis, se hace referencia en The Song of Hiawatha de Longfellow.
Después del cierre de Nokomis por renovación, Wind and Water Chime fue sacado de la biblioteca y almacenado. Los proyectos del condado de Hennepin que cuestan más de 1 millón de dólares están sujetos al programa One Percent for Art, en el que el 1% del presupuesto de un proyecto se dedica a la "selección, compra e instalación" de obras de arte dentro del espacio del proyecto. Por recomendación del Comité de Selección de Arte Público de la Biblioteca Nokomis, el presupuesto de arte de 52 000 dólares de Nokomis se gastó contratando a Kristin Cheronis para pulir, limpiar, proteger y encordar toda la instalación con el objetivo de devolverla a su apariencia inicial. Fue reinstalado en Nokomis por Joel Pieper Fine Arts, ahora colgado cerca de la entrada del edificio en el lado oeste de la biblioteca en un área de lectura para adultos. El 13 de julio de 2013 se llevó a cabo una ceremonia de celebración del regreso del estable.

## Servicios
A partir de 2015, la Biblioteca de Nokomis está abierta seis días a la semana, de lunes a sábado. Esta alberga 37 estaciones de trabajo informáticas, 24 más que antes de la renovación, y tiene su propia red Wi-Fi. El edificio alberga una sala de reuniones que se puede reservar públicamente y que fue diseñada para una capacidad de entre cinco y 36 personas. Nokomis tiene una colección en español, que incluye materiales destinados a adultos y niños. Un grupo de juegos de adolescentes se reúne semanalmente en la sala de reuniones de Nokomis. La biblioteca tiene un 1644 m² estacionamiento accesible desde 51st Street. En 2008, los usuarios de Nokomis, el 53 % de los cuales eran adultos y el 47 % niños, sacaron un total de 240 334 artículos de la biblioteca.